# Nevin Yanıt
Nevin Yanıt (Mersin, 16 febbraio 1986) è un'ostacolista turca.
In carriera si è laureata campionessa europea dei 100 metri ostacoli a Barcellona 2010.

## Record nazionali

### Seniores
- 60 metri ostacoli indoor: 7"89 ( Göteborg, 1º marzo 2013)
- 100 metri ostacoli: 12"58 ( Londra, 7 agosto 2012)

## Palmarès
| Anno | Manifestazione          | Sede       | Evento   | Risultato  | Prestazione | Note             |
| ---- | ----------------------- | ---------- | -------- | ---------- | ----------- | ---------------- |
| 2004 | Mondiali juniores       | Grosseto   | 100 m hs | Batteria   | 13"98       |                  |
| 2005 | Europei juniores        | Kaunas     | 100 m hs | Semifinale | 13"91       |                  |
| 2005 | Universiadi             | Smirne     | 100 m hs | Semifinale | 13"89       |                  |
| 2006 | Europei                 | Göteborg   | 4×100 m  | Batteria   | 46"32       |                  |
| 2007 | Europei indoor          | Birmingham | 60 m hs  | Batteria   | 8"11        |                  |
| 2007 | Europei under 23        | Debrecen   | 100 m hs | Oro        | 12"90       |                  |
| 2007 | Universiadi             | Bangkok    | 100 m hs | Argento    | 13"07       |                  |
| 2007 | Mondiali                | Osaka      | 100 m hs | Semifinale | 12"85       |                  |
| 2008 | Mondiali indoor         | Valencia   | 60 m hs  | Semifinale | 8"19        |                  |
| 2008 | Giochi olimpici         | Pechino    | 100 m hs | Semifinale | 13"28       |                  |
| 2009 | Giochi del Mediterraneo | Pescara    | 100 m hs | Oro        | 13"08       |                  |
| 2009 | Universiadi             | Belgrado   | 100 m hs | Oro        | 12"89       |                  |
| 2009 | Mondiali                | Berlino    | 100 m hs | Semifinale | 12"99       |                  |
| 2010 | Europei                 | Barcellona | 100 m hs | Oro        | 12"63       | Record nazionale |
| 2011 | Universiadi             | Shenzhen   | 100 m hs | 6ª         | 13"27       |                  |
| 2011 | Mondiali                | Taegu      | 100 m hs | Semifinale | 13"31       |                  |
| 2012 | Europei                 | Helsinki   | 100 m hs | dq         | dq          | [ 1 ]            |
| 2012 | Giochi olimpici         | Londra     | 100 m hs | 5ª         | 12"58       | Record nazionale |
| 2013 | Europei indoor          | Göteborg   | 60 m hs  | dq         | dq          | [ 2 ]            |

## Altre competizioni internazionali
2010
- 4ª in Coppa continentale ( Spalato), 100 m hs - 12"84